# Maizi Li
Tingting Li (chinês: 李婷婷, pinyin: Lǐ Tíngtíng; Yanqing, 1989), conhecida profissionalmente como Maizi Li (chinês simplificado: 李麦子), é uma ativista e defensora chinesa da igualdade de gênero, conscientização sobre assédio sexual e sexualidade. Ela foi detida pela polícia na véspera do Dia Internacional da Mulher em 2015, juntamente com outras quatro ativistas das “Cinco Feministas”, por planejarem protestar contra o assédio sexual no transporte público.

## Infância e educação
Os pais de Tingting Li foram forçados a se casar ainda jovens, depois de engravidarem dela. Em 1989, Tingting Li nasceu no distrito de Yanqing, periferia rural de Pequim, na China. O pai de Tingting trabalhava entregando fertilizantes. Depois que seu pai foi demitido do trabalho, a mãe de Tingting conseguiu um emprego em uma fábrica em Pequim, mas continuou a ser responsável por todos os assuntos domésticos. Segundo Tingting , seu pai era "bastante chauvinista". Ela sofreu violência doméstica por parte de seu pai quando era criança.
Tingting Li mudou-se e morou em diferentes lugares em Pequim para estudar. Quando tinha três anos, sua família mudou-se para o distrito de Shunyi por causa do trabalho de sua mãe. Aos sete anos, Tingting voltou para o distrito de Yanqing para ir à escola devido ao seu hukou. Ela então voltou para Shunyi depois de resolver seu problema de hukou. No ensino médio, ela frequentou a Escola Shunyi n°10 e optou por estudar artes liberais.
Tingting Li descobriu-se lésbica quando estava no ensino médio. No ensino médio, ela iniciou um relacionamento com sua melhor amiga do ensino médio. A namorada de Tingting acabou terminando com ela, pois tinha medo que outras pessoas descobrissem sua identidade lésbica, o que era considerado uma doença por muitos. Tingting Li ficou muito chateada com o rompimento e tentou conversar com outra amiga em busca de conforto. Em vez de confortar Tingting, sua amiga a acusou de ser uma "la la", um termo pejorativo para lésbica. Abatida, Tingting Li tentou suicídio, mas sobreviveu. Esta incidência a levou a mudar seu nome de Tingting, um nome feminino, para Maizi, que significa planta de arroz em mandarim. Para ela, Maizi significava liberdade e ter os pés no chão. Em 2008, com seu novo nome, Maizi foi para a Universidade Chung-Ang, em Xi'an. Em Xi'an, Maizi Li estudou administração pública.

## Ativismo
A carreira de ativista de Maizi Li começou durante seus estudos de graduação. Quando uma amiga estava grávida, Maizi começou a dar educação sexual aos colegas. Durante o seu segundo ano de universidade, ela criou um Grupo de Formação Comunitária Lésbica, oferecendo serviços de aconselhamento e apoio a estudantes universitários. Em 2013, o Grupo era composto por cerca de 200 voluntários ativos, que defendiam uma legislação de igualdade de direitos e destacavam o comportamento discriminatório no governo e nas empresas. Em 2011, Maizi Li aprendeu sobre arte performática e ficou imediatamente interessada em alavancar a arte performática em seu ativismo.

### Noiva machucada
No Dia dos Namorados de 2012, ela caminhou por uma rua comercial em Pequim usando um vestido de noiva salpicado de manchas de sangue com outras duas voluntárias para chamar a atenção para a violência doméstica na China. Embora a maioria das multidões tenha sido receptiva, muitos observadores ficaram constrangidos com o fato de assuntos pessoais serem transmitidos em público. Durante o evento, responsáveis da gestão urbana seguiram as três mulheres, repreendendo-as por não terem registado a sua manifestação. No dia seguinte, vários meios de comunicação relataram a manifestação de Maizi Li.

### Ocupar o banheiro masculino
Maizi Li também liderou o Occupy Men's Room (chinês simplificado: 占领男厕所) demonstração com Zheng Churan. Com esta manifestação, Maizi e seus colegas protestaram contra as habituais longas filas em frente aos sanitários femininos. A manifestação começou em 19 de fevereiro de 2012, em Guangzhou. Como resultado, o governo de Guangzhou concordou em expandir o banheiro feminino em 150%. No dia 26 de fevereiro, a mesma manifestação começou em Pequim. Isso resultou no interrogatório de Maizi Li pela polícia. De 2012 a 2017, várias manifestações aconteceram nas principais cidades da China, resultando num novo Regulamento sobre Normas de Design de Banheiros Públicos. Esta manifestação atraiu muita atenção dos meios de comunicação nacionais e internacionais, bem como ampliou a discussão online, especialmente pela forma como incentivou a solidariedade masculina com uma causa de gênero.

### Raspar a cabeça
Em agosto de 2012, Maizi Li e outras quatro mulheres rasparam a cabeça publicamente em Lychee Bay, Guangzhou, na China. Esta manifestação pretendia protestar contra a discriminação de gênero no acesso ao ensino superior, uma vez que algumas instituições exigiam que as meninas tivessem pontuações mais elevadas do que os rapazes para serem admitidas.

### Dongfang Bubai em uma feira de carreiras
Em 2013, Maizi Li entrou em uma feira de carreiras de Xi'an vestida de Dongfang bubai, um personagem fictício com altas habilidades em artes marciais. Dongfang Bubai castrou-se para cumprir o pré-requisito para aprender as habilidades de um manual de artes marciais conhecido como Manual do Girassol (葵花寶典). Com esse personagem, Maizi chamou a atenção para a discriminação de gênero no local de trabalho, já que muitos cargos só queriam funcionários do sexo masculino.

### Nem o seu chá verde, nem a sua vagabunda
Em 8 de abril de 2013, Maizi Li e duas amigas usaram fantasias de Sailor Moon e seguraram a placa "Nem seu chá verde, nem sua vagabunda". Com esta manifestação, chamaram a atenção para novos vocabulários, como “vagabunda do chá verde” e “orelha de geleia preta”, que são particularmente discriminatórios para as mulheres e protestaram contra a violência verbal.

### Casamento forçado
Em um vídeo de 2016, Maizi Li afirmou que sua campanha atual se concentrava na prevenção do casamento forçado.

## Detenção
No dia 6 de março de 2015, policiais chegaram ao apartamento de Maizi Li, onde ela morava com a companheira. Nessa altura, Maizi e colegas planejavam uma manifestação para chamar a atenção para o assédio sexual nos transportes públicos no Dia Internacional da Mulher em três cidades. No início, como Maizi não podia fazer nada, pegou seu ukulele e tocou uma música, enquanto sua namorada cantava. Maizi Li inicialmente não abriu a porta e ouviu uma conversa entre os policiais sobre eles monitorarem suas ligações. Ela finalmente abriu a porta quando os policiais chamaram um chaveiro para arrombar a porta. Maizi relata que a polícia lhe apresentou um mandado de detenção em branco, revistou seu apartamento e confiscou os aparelhos eletrônicos dela e de sua parceira. A polícia então levou Maizi Li e sua parceira em veículos separados. Maizi foi levada primeiro à delegacia de polícia local, onde a polícia atendeu suas ligações telefônicas privadas. Quando foi solicitada a desbloquear seu telefone, Maizi Li aproveitou a oportunidade para excluir seu histórico do WeChat.
Na noite de 7 de março, Maizi Li foi conduzida a um estacionamento no subsolo e levada embora em uma van. Sua parceira já havia sido libertada, mas a van continha as colegas ativistas Wei Tingting e Wang Man. As ativistas foram interrogadas repetidas vezes pelas autoridades sobre a atividade anti-assédio sexual que haviam planejado. As questões passaram a envolver forças estrangeiras, o que segundo Maizi Li parece ter deixado as autoridades extremamente nervosas. Maizi também foi questionada sobre outros protestos públicos em que esteve envolvida. As autoridades chegaram a publicar imagens de um protesto em topless, censurando os mamilos das ativistas com cruzes pretas. O escritório da ONG para a qual Maizi Li trabalhava também foi invadido, pois foi através deste trabalho que ela esteve mais envolvida na defesa da igualdade de gênero e no trabalho LGBT. Embora as autoridades quisessem informações sobre esta empresa, Maizi não ocupava um cargo de gestão. Desde a sua libertação, ela afirmou que as autoridades irrompiam repentinamente na sala e gritavam: “Tingting Li, você não foi honesta conosco, está mentindo de novo!” Em seguida, tentavam intimidá-la com novas evidências não especificadas.
Após 37 dias de detenção, em 13 de abril de 2015, Maizi Li foi libertada, juntamente com as outras quatro ativistas, que mais tarde se tornaram as Cinco Feministas. Segundo seu advogado, a libertação foi condicional, o que permitiria que acusações contra Maizi Li fossem apresentadas posteriormente.

### Consequências e trabalhos ativistas contínuos
Maizi Li teria sido colocada na lista negra da mídia chinesa, o que significa que nenhuma mídia nacional irá noticiar ou conversar com ela. A ONG para a qual Maizi trabalhava também foi encerrada.
Maizi Li se formou na Universidade de Essex, no Reino Unido, em fevereiro de 2019.
Li escreveu artigos de opinião para a mídia internacional, incluindo o The Guardian, onde descreve sua prisão e a situação dos direitos das mulheres na China. Ela também participou de painéis de discussão e deu palestras sobre feminismo na China, nos Estados Unidos e no Reino Unido.
Em abril de 2023, Maizi Li está de volta à China e iniciou uma nova rodada de atividades "Ocupar o Banheiro Masculino".

## Prêmio
- 2015 - 100 Mulheres (BBC)[16]